# Berliner Fußballmeisterschaft des VBB 1902/03
Die Berliner Fußballmeisterschaft des VBB 1902/03 war die sechste unter dem Verband Berliner Ballspielvereine ausgetragene Berliner Fußballmeisterschaft. Die diesjährige Meisterschaft wurde in einer Gruppe mit acht Teilnehmern ausgespielt. Der BTuFC Britannia 1892 setzte sich durch und wurde nach 1898 zum zweiten Mal Berliner Fußballmeister des VBB. Mit diesem Sieg qualifizierte sich Britannia ebenfalls für die erstmals ausgetragene deutsche Fußballmeisterschaft, bei der die Berliner nach einer 1:3-Niederlage gegen den späteren deutschen Fußballmeister VfB Leipzig ausschieden. Dem BFC Hertha 1892 wurde wegen des Einsatzes eines nicht spielberechtigten Spielers alle Punkte aberkannt und die Spiele für den jeweiligen Gegner als Sieg gewertet. Dennoch stieg nicht Hertha, sondern der ursprünglich letztplatzierte BFC Concordia 1895 ab.

## Abschlusstabelle
| Pl. | Verein                | Sp. | S  | U | N  | Tore    | Quote | Punkte |
| --- | --------------------- | --- | -- | - | -- | ------- | ----- | ------ |
| 1.  | BTuFC Britannia 1892  | 14  | 11 | 3 | 0  | 047:900 | 5,22  | 25:30  |
| 2.  | BTuFC Viktoria 89 (M) | 14  | 10 | 1 | 3  | 053:180 | 2,94  | 21:70  |
| 3.  | BTuFC Union 1892      | 14  | 8  | 3 | 3  | 037:170 | 2,18  | 19:90  |
| 4.  | BFC Preussen          | 14  | 8  | 3 | 3  | 036:200 | 1,80  | 19:90  |
| 5.  | BFC Fortuna 1894      | 14  | 5  | 3 | 6  | 021:360 | 0,58  | 13:15  |
| 6.  | BFC Germania 1888     | 14  | 3  | 3 | 8  | 011:390 | 0,28  | 09:19  |
| 7.  | BFC Concordia 1895    | 14  | 3  | 0 | 11 | 011:500 | 0,22  | 06:22  |
| 8.  | BFC Hertha 1892 A     | 14  | 0  | 0 | 14 | 020:470 | 0,43  | 0:28   |

| (M) | Titelverteidiger |